# Geoffrey Gilmore
Geoffrey Gilmore (Nova York, 28 de novembre de 1950) és el director del Festival de Cinema de Tribeca i membre del professorat del programa de productors de la UCLA.

## Carrera professional
Director creatiu de Tribeca Enterprises, una empresa de Nova York que inclou el Festival de Cinema de Tribeca, els Tribeca Cinemas i el Festival de Cinema de Tribeca. S'incorpora a Tribeca després d'haver estat 19 anys com a director del Festival de Cinema de Sundance, on va ser responsable de la selecció de pel·lícules a totes les seccions del Festival, així com de la gestió del Festival i la direcció artística general.
Gilmore presenta i acull regularment una sèrie de seminaris i conferències sobre realització i distribució de cinema independent en llocs internacionals com Mèxic, Argentina, Japó, Xina, Israel, Brasil, Espanya, Alemanya, Canadà i França. Gilmore és membre del professorat de l'UCLA School of Theatre, Film and Television, on imparteix classes al Programa de productors. També és professor distingit a The Film School de la Universitat Estatal de Florida, on ensenya tendències i pràctiques empresarials de la indústria cinematogràfica. Anualment imparteix una classe magistral especial per a l'Acadèmia de Cinema de Baden-Württemberg, Alemanya, i la La Fémis, França.
Gilmore ha format part de nombrosos jurats internacionals de cinema, inclosos els del Festival de Cinema de Sarajevo, el Festival de Cinema de Locarno, el Festival Internacional de Cinema de Berlín, el Festival de Cinema de Moscou, el Festival de Cinema de Xangai, el Festival Internacional de Cinema de Jerusalem i en comitès que van des de la National Endowment for the Arts al Consell de les Arts de Califòrnia. Durant 15 anys, Gilmore va ser cap del Departament de Programació de l'Arxiu de Cinema i Televisió de la UCLA.
Gilmore té un màster en crítica cinematogràfica i ha escrit molt sobre l'escena del cinema independent nord-americà. Ha aparegut en nombrosos programes de cable i de ràdio, i ha estat membre de la junta del Independent Feature Project i del Comitè dels Premis Independent Spirit.
L'any 2001 va ser membre del jurat del 23è Festival Internacional de Cinema de Moscou.

## Vida personal
La parella de Gilmore és Julie le Brocquy, una cineasta.